# Euphorbia succulenta
Euphorbia succulenta är en törelväxtart som först beskrevs av Herold Georg Wilhelm Johannes Schweickerdt, och fick sitt nu gällande namn av Peter Vincent Bruyns. Euphorbia succulenta ingår i släktet törlar, och familjen törelväxter.

## Underarter
Arten delas in i följande underarter:
- E. s. congesta
- E. s. succulenta

## Bildgalleri

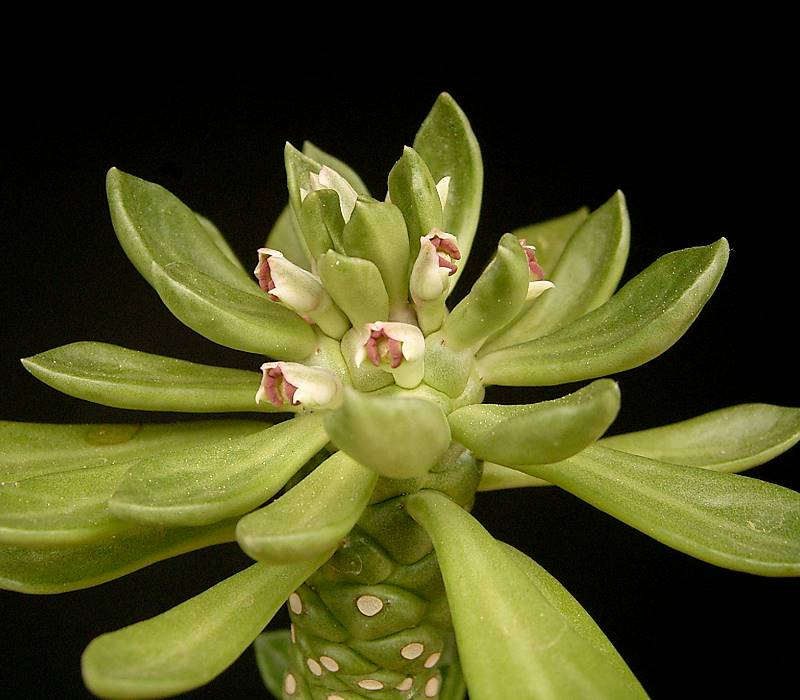
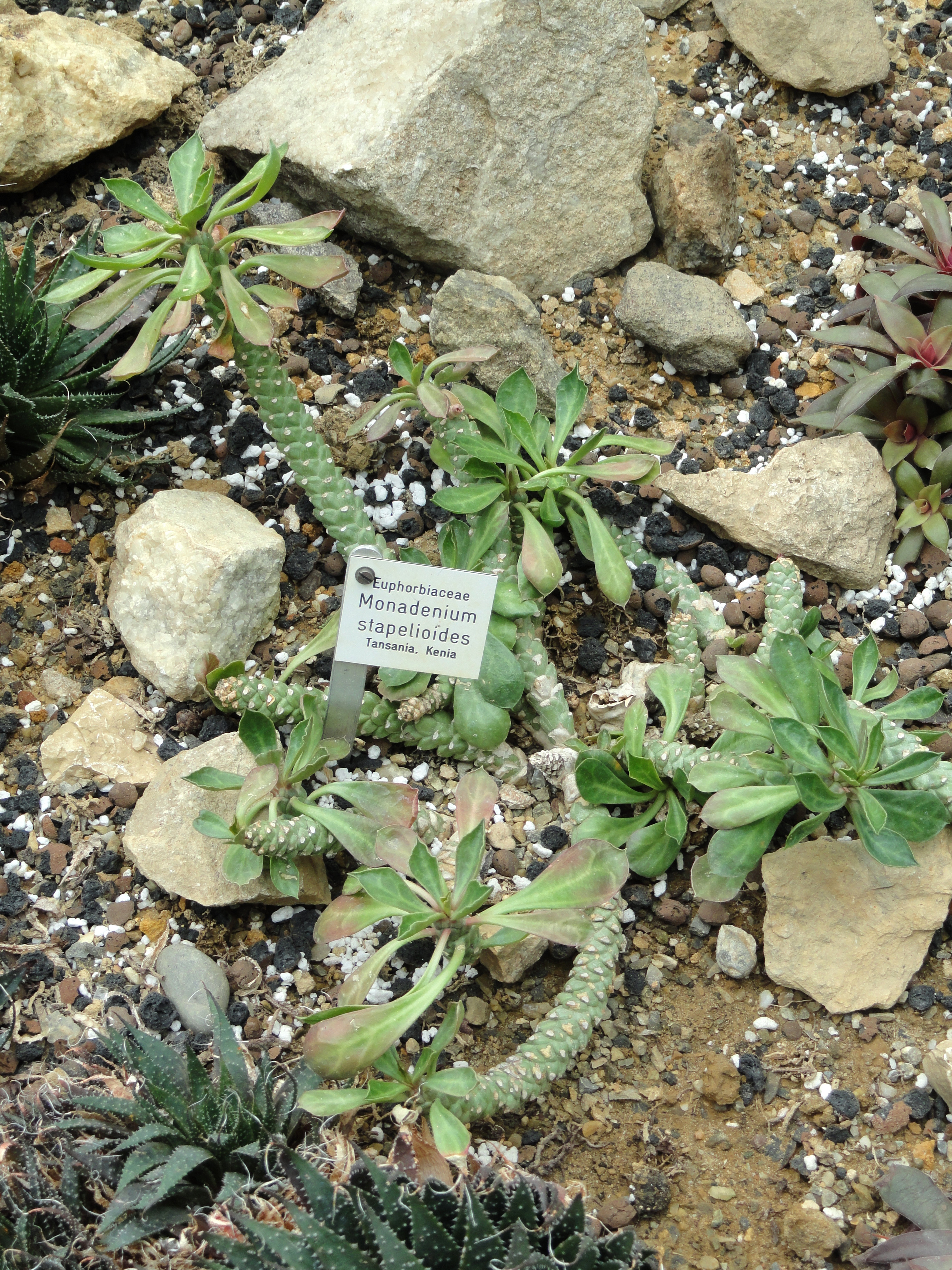